# 기적 만들기
《기적 만들기》(영어: Leap of Faith)는 미국에서 제작된 리처드 피어스 감독의 1992년 코미디 드라마 영화이다. 스티브 마틴 등이 출연하였고, 마이클 맨하임 등이 제작에 참여하였다.

## 출연진
- 스티브 마틴
- 데브라 윙어
- 롤리타 더비더비치
- 리엄 니슨
- 루커스 하스
- 미트 로프
- 필립 시모어 호프먼
- M. C. 게이니
- 필리스 서머빌

## 기타 제작진
- 협력 제작: 버트 블루스틴, 재너스 서코니, 로저 조지프 푸글리시
- 배역: 그레천 러넬, 리즈 케이글리
- 미술: 퍼트리치아 본브랜던스타인
- 의상: 시어도라 밴렁클